# Kościół św. Filipa w Sydney
Kościół św. Filipa w Sydney – osiemnastowieczny anglikański kościół zlokalizowany w Sydney. Najstarszy w Australii.

## Historia
W styczniu 1788 roku do wschodniego wybrzeża Australii przypłynęło 11 statków z około 1400 pasażerami, w tym 786 skazańców. Koloniści przybyli  z Anglii, aby tu założyć kolonię karną. Budowę kościoła św. Filipa rozpoczął w czerwcu 1793 roku pierwszy kapelan kolonii Richard Johnson. Szachulcowy budynek mieszczący 500 osób w kształcie litery T, przykryty strzechą, z klepiskiem wzniesiono dość szybko przy pomocy skazańców. Już 23 sierpnia 1793 roku zostało w nim odprawione pierwsze nabożeństwo. W ciągu tygodnia pastor z żoną wykorzystywali kościół jako szkółkę parafialną, a w niedzielę do odprawiania nabożeństw. Gubernator kolonii Arthur Phillip licząc na resocjalizację skazańców wydał dekret na którego mocy mieli oni obowiązek uczestniczyć w nabożeństwach. Z tego powodu w 1798 roku więźniowie spalili kościół. Gubernator John Hunter postanowił odbudować świątynię. 1 października 1800 roku został wmurowany kamień węgielny pod nową świątynię. Nowy, kamienny kościół postanowiono zbudować na nowym miejscu. W latach 1810–1856  służył on dwóm parafiom, św. Filipa i św. Jana. Zyskał on miano „najbrzydszego kościoła chrześcijaństwa”, ponieważ był wykonany z materiałów niskiej jakości. Obecnie istniejący kościół zbudowano na tym samym miejscu po rozebraniu poprzedniego budynku. 1 maja 1848 roku pastor William Cowper wmurował kamień węgielny pod jego budowę, a gmach został poświęcony 27 marca 1856 roku. Projekt w stylu angielskiego gotyku przygotował Edmund Blacket. Wzorem dla wieży był podobny obiekt w Magdalen Tower w Oksfordzie. Umieszczono na niej 10 dzwonów.    

## Parafia
W 1839 roku gdy liczba wiernych przekroczyła liczbę miejsc siedzących, postanowiono zbudować nowy kościół. Kamień węgielny pod budowę wmurowano w 1840 roku. Kościół Świętej Trójcy w Millers Point (Holy Trinity) nosił potoczną nazwę garnizonowy. W 2013 roku oba kościoły połączyły się, tworząc wspólną parafię oraz wykorzystując oba budynki do wspólnej służby.